# Emanuel Eichel

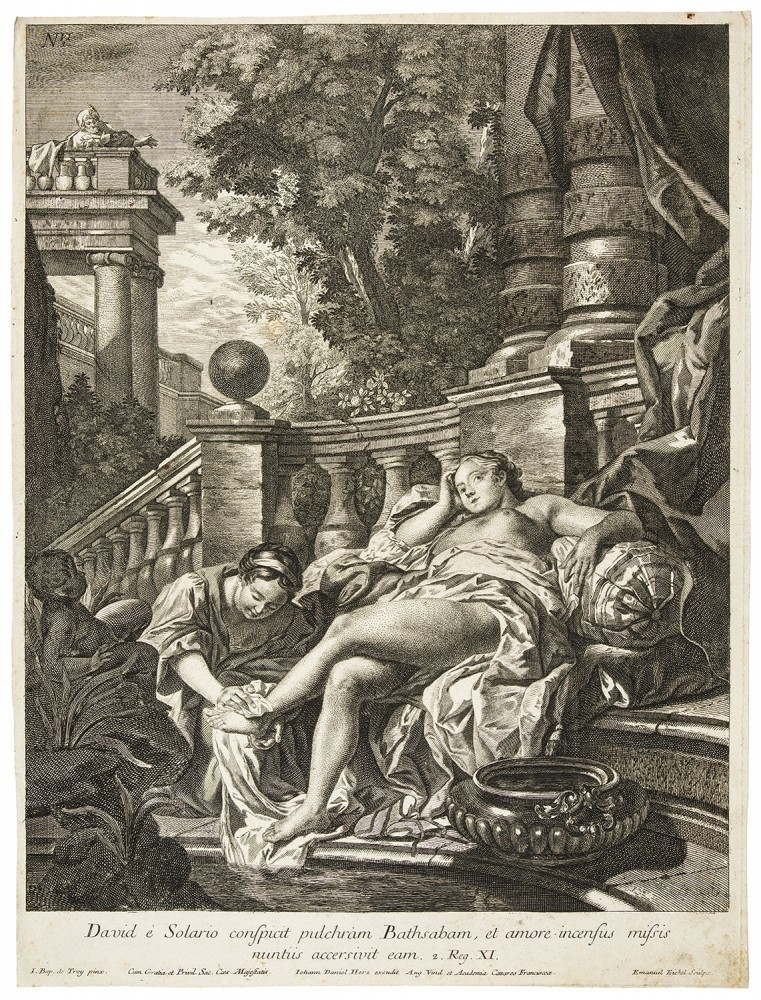
David beobachtet Bathseba beim Baden

Emanuel Eichel (* 1717 in Augsburg; † 1782 ebenda) war ein deutscher Kupferstecher.
Eichel wurde als Sohn des Silberschmiedes Emanuel Eichel des Älteren (* 1690 Danzig; † 1752 Augsburg) geboren.
Eichel wurde Schüler beim Kupferstecher Johann Daniel Herz (* 1693; † 1752). Er wurde 1770 zum Zeichenmeister im protestantischen Kollegium bei St. Anna berufen.
Er heiratete 1750 die Tochter des Silberschmiedes Johann Josef Herz. Eichel lieferte Kupferstiche an die Augsburger Verleger.